# Pilaria chionopoda
Pilaria chionopoda är en tvåvingeart som beskrevs av Alexander 1972. Pilaria chionopoda ingår i släktet Pilaria och familjen småharkrankar.
Artens utbredningsområde är Etiopien. Inga underarter finns listade i Catalogue of Life.